# Caledonia, Ohio
Caledonia är en ort i Marion County i delstaten Ohio, USA.